# Cartea șoaptelor
Cartea șoaptelor (în armeană Շշուկների մատյան) este un roman scris în intervalul 2003–2008 de Varujan Vosganian, scriitor și om politic român de origine armeană. Cartea a fost publicată la editura Polirom în 2009, fiind desemnată Cartea anului din partea revistei România Literară. Ea este considerată una dintre cărțile de referință ale secolului al XX-lea, fiind deja tradusă în 15 limbi. Varujan Vosganian a fost propus, mai ales datorită volumului Cartea șoaptelor, pentru Premiul Nobel pentru Literatură de trei ori din partea Uniunii Scriitorilor din Armenia (2013, 2014, 2015) și de două ori din partea Asociației scriitorilor de limbă ebraică din Israel și Uniunea Scriitorilor din România (2014, 2015). În octombrie 2016, Varujan Vosganian și Cartea șoaptelor au fost răsplătiți cu marele Premiu Angelus, Premiul Cititorilor Natalia Gorbanevskaia și Premiul pentru Cea Mai Bună Traducere.
La inițiativa Festivalului Internațional de Literatură Berlin și Lepsiushaus Potsdam (care au socotit Cartea șoaptelor, cartea-simbol a luptei împotriva crimei de genocid), în data de 21 aprilie 2015, a fost organizată o Zi mondială a lecturii, pentru omagierea victimelor Genocidului împotriva armenilor din Imperiul Otoman. Inițiativa a fost susținută de sute de oameni de cultură din întreaga lume, printre care Herta Müller, Mario Vargas Llosa, Orhan Pamuk, Noam Chomsky, John M. Coetzee, Elif Shafak și mulți alții. În peste o sută de orașe din cca 40 de țări au fost prezentate pagini scrise de câteva dintre cele mai importante personalități ale culturii armene din ultimul secol. Un rol central l-a avut Cartea șoaptelor, din care au fost prezentate capitolele șapte și opt în 21 limbi.

## Personajele principale
Vosganian povestește: „Personajele din carte au existat iar evenimente descrise s-au petrecut într-adevăr. Traducătorul meu spaniol, Joaquin Garrigos, a vrut să se convingă de asta și atunci l-am dus în cimitirul armenesc din Focșani unde, cu cartea în mână, a căutat - și a găsit - pe cruci numele personajelor din carte, inclusiv vestitul cavou unde bătrânii armeni ai copilăriei mele se adunau ca să vorbească despre abdicarea regelui Mihai, despre înăbușirea revoltei lui Imre Nagy din Ungaria sau despre uciderea lui Kennedy.”
Personajele principale sunt:
- Garabet Vosganian – bunicul patern al autorului, care socotea că cea mai importantă este iertarea
- Setrak Melichian – bunicul matern al autorului, care socotea că cel mai bine e să uiți
- Misak Torlakian – justițiar armean, care socotea că răzbunarea este o datorie a fiecărui supraviețuitor al genocidului
- Sahag Șeitanian – cumnatul lui Garabet Vosganian și nașul de botez al autorului, una dintre figurile cele mai tragice ale romanului
- Hartin Fringhian – om de afaceri, supranumit Regele zahărului

## Conținutul
Cartea șoaptelor nu este o carte de memorii căci aducerile aminte din paginile ei nu sunt amintirile autorului. Este mai degrabă, biografia secolului al douăzecilea povestită de trăitorii ei. Se găsesc în Cartea șoaptelor mai toate maladiile secolului aceluia: războaiele mondiale, genocidul, totalitarismele de orice fel, lagărele de concentrare, gropile comune, exodul și apatrizii, ideologia utilizată ca instrument al autorității și căutarea zadarnică de sine. Este într-adevăr, vorba de tragedia poporului armean, dar este vorba și de tragedia altor popoare, este vorba de tragedia tuturor celor care au suferit istoria, în loc să o trăiască.
Cartea șoaptelor începe într-un registru pitoresc, pe o străduță armenească din Focșaniul anilor ’50 ai secolului trecut, printre aburii cafelei proaspăt prăjite și miresmele din cămara bunicii Arșaluis, printre bucoavnele și fotografiile bunicului Garabet. „Bătrânii armeni ai copilăriei” lui Varujan Vosganian nu au de istorisit întâmplări delectabile, ci fapte de-a dreptul neliniștitoare. Povestind, ei încearcă să se despovăreze de o traumă – a lor și a predecesorilor. 

## Traducerile și lansările
Cartea șoaptelor a fost tradusă în 16 limbi. Lansările cărții cu participarea autorului au avut loc în numeroase orașe ale lumii, precum Buenos Aires, Bogota, Bruxelles, Praga, Leipzig, Haga, Vatican, Roma, Padova, Madrid, Barcelona, Valencia, Zaragoza, Sevilia, Granada, Cracovia, Sofia, Plovdiv, Varna, Ruse, Tehran, Tel Aviv, Erevan etc., și câteva zeci de orașe ale României.
- „El libro de los susurros”, Editura Pre – Textos (2010), traducere de Joaquin Garrigos în limba spaniolă a romanului „Cartea șoaptelor”
- „Il libro dei sussurri”, Editura Kellerdi Rovereto Trento (2011), traducere de Anita Natascia Bernacchia în limba italiană a romanului „Cartea șoaptelor”
- „Șșukneri Matian”, Editura Uniunii Scriitorilor din Armenia (2012), traducere de Sergiu Selian în limba armeană a romanului „Cartea șoaptelor”
- „Sefer Halehishot”, Editura Hakibbutz Hameuchad (2012), traducere de Any Shilon în limba ebraică a romanului „Cartea șoaptelor”
- „Le livre des chuchotements”, Editions des Syrtes (2013), traducere de Laure Hinckel și Marily Le Nir în limba franceză a romanului „Cartea șoaptelor”
- „Viskningarnas bok”, Editura 2244 (2013), traducere de Inger Johansson în limba suedeză a romanului „Cartea șoaptelor”
- „Buch des Flüsterns”, Editura Zsolnay Verlag (2013), traducere de Ernest Wichner în limba germană a romanului „Cartea șoaptelor”
- „Proșepnata kniga”, Editura Avangard Print (2013), traducere de Vanina Bojikova în limba bulgară a romanului „Cartea șoaptelor”
- „Suttogások könyve”, Editura Orpheusz (2014), traducere de Zsolt Karácsony în limba maghiară a romanului „Cartea șoaptelor”
- „Șșukneri Matian”, Editura Antares (2014, a II-a ediție), traducere de Sergiu Selian în limba armeană a romanului „Cartea șoaptelor”
- „Buch des Flüsterns”, Editura Büchergilde Gutemberg (2015, a II-a ediție), traducere de Ernest Wichner în limba germană a romanului „Cartea șoaptelor”
- „Livro dos Sussuros”, Ediție digitală (2015), traducere de Dan Caragea în limba portugheză a romanului „Cartea șoaptelor”
- „Pecipeci name”, Editura Ketabe Miamak (2015), traducere de Garoon Sarkisean în limba persană a romanului „Cartea șoaptelor”
- „Księga szeptów”, Editura Książkowe Klimaty (2015), traducere de Joanna Kornaś-Warwas în limba poloneză a romanului „Cartea șoaptelor”
- „Het boek der fluisteringen”, Editura Uitgeverij Pegasus (2015), traducere de Jan Willem Bos în limba neerlandeză a romanului „Cartea șoaptelor”
- „Kniha šepotů”, Editura Havran (2016), traducere de Jarmila Horakova în limba cehă a romanului „Cartea șoaptelor”
- „Hviskingenes bok”, Editura Bokvennen (2017), traducere de Steinar Lone în limba norvegiană a romanului „Cartea șoaptelor”
- „Knjiga šapata”, Editura Sandorf (2017), traducere de Ana Brnardic Oproiu și Adrian Oproiu în limba croată a romanului „Cartea șoaptelor”
- „The Book of Whispers”, Editura Yale University Press (2017), traducere de Alistair Ian Blyth în limba engleză a romanului „Cartea șoaptelor”

## Receptare
Iată unele bucăți ale recenziilor de peste 1000 de pagini, apărute în presa internațională despre Cartea șoaptelor:
- Estandarte (Spania) - Cartea șoaptelor este una dintre cărțile poate cele mai importante ale literaturii europene din utimii ani.[5]
- Editorial Pre-Textos (Spania) - Cititorul se găsește în fața unui roman care a avut un succes extraordinar și care este, în același timp, document istoric, poem în proză, fantezie și realitate cutremurătoare. Poate că, într-o bună zi, se va considera incompletă o istorie a secolului XX care nu va include în conținutul său pagini din Cartea șoaptelor.
- Revista de Arte y Ensayo Madrid en Marco (Spania) - Vosganian se arată cervantesc în a construi o “istorie de istorii” dacă nu un “roman de romane”, cum a fost Don Quijote. Cartea șoaptelor este o carte unică, care se citeste, dacă nu se ascultă de-a dreptul, cu vocea șoptită a protagoniștilor săi.[6]
- Frankfurter Allgemeine Zeitung (Germania) - Cartea șoaptelor este un roman magnific care aparține literaturii universale, fiind, probabil, una dintre cărțile de referință ale secolului XXI, atât de minunată încât îți taie rasuflarea.
- Suddeutsche Zeitung (Germania) - Varujan Vosganian este un autor autentic, un povestitor excepțional care istorisește saga unui popor persecutat de atâtea generații, până în zilele noastre.[7]
- Der Spiegel (Germania) - Cartea șoaptelor este pentru spațiul est-european echivalentul Veacului de singurătate al lui Gabriel Garcia Marquez.”
- La Nacional (Chile) - Cartea șoaptelor este foarte frumoasă, un gest estetic superior, sublim.[8]
- El Nacional (Venezuela) - Varujan Vosganian este, înainte de toate, un scriitor care a primit moștenirea unei memorii făcute din moarte și supraviețuire.[9]
- La Nacion (Argentina) - Cartea șoaptelor este o operă foarte bine scrisă. Autorul întruchipează poporul armean printr-o tragică și complexă epopee.[10]

Printre cititorii cărții a fost președintele Columbiei, Juan Manuel Santos, care a mulțumit public pentru faptul că romanul l-a inspirat în dialogul cu gherilele FARC.

## Premii
- Premiul „Cartea anului 2009” pentru romanul „Cartea șoaptelor” acordat de revista „România literară” (2009)
- Premiul „Cea mai buna proză a anului”, revista Convorbiri Literare (2009)
- Premiul „Ion Creanga” al Academiei Romane (2009)
- Premiul „Cea mai buna proză a anului” pentru romanul „Cartea șoaptelor”, revista literară Viața Românească (2010)
- Premiul „Cea mai buna proză a anului” și „Premiul cititorilor” pentru romanul „Cartea șoaptelor”, revista „Observatorul cultural” (2010)
- Premiul „Cea mai buna proză a anului” pentru romanul „Cartea șoaptelor”, revista literară Argeș (2010)
- Trofeul Mihail Sebastian pentru romanul „Cartea șoaptelor” și Premiul „Tristan Tzara” pentru poezie, conferit de revista multiculturală Niram Art în colaborare cu ICR Madrid (2010)
- Marele Premiu ANGELUS, Premiul Cititorilor „Natalia Gorbanevskaia” și Premiul pentru „Cea Mai Buna Traducere”, în cadrul Galei Premiului Literar al Europei Centrale ANGELUS (2016)

## Legături externe
- Pagina oficială a cărții - www.carteasoaptelor.ro
- Blogul autorului - www.vosganian.ro
- Filmul Calea șoaptelor
- Filmul Când moartea întârzie să apară, care are la bază, ca scenariu, un fragment din Cartea șoaptelor: Hartin Fringhian și testamentul său sunt personajele principale ale acestei povești.
- Spectacolul Staipelochian (Campania Rampa)
- Articolul Șoaptele cărții și proza d-lui Varujan Vosganian Arhivat în 2 decembrie 2020, la Wayback Machine.
- Articolul Varujan Vosganian, între „cartea șoaptelor“ și „cartea plângerilor“[nefuncțională]
- El libro de los susurros Arhivat în 23 martie 2021, la Wayback Machine.